# Речкуново
Речкуново — село в Тальменском районе Алтайского края России. Административный центр Речкуновского сельсовета.

## География
Расположено на правом берегу реки Оби, на протоке Старица, реке Телеутка и озера Могильное.
Абсолютная высота — 128 метров над уровнем моря.

## История
Основано в 1700 году.
В 1926 году в деревне Речкуновой имелось 159 хозяйств, 756 жителей, преимущественно русские. Действовали школа I ступени и лавка общества потребителей. В административном отношении являлась центром Речкуновского сельсовета Белоярского района Барнаульского округа Сибирского края.

## Население
| 1926 | 1997 | 1998 | 1999 | 2000 | 2001 | 2002 | 2003 | 2004 |
| ---- | ---- | ---- | ---- | ---- | ---- | ---- | ---- | ---- |
| 756  | ↘302 | ↘299 | ↗338 | ↘329 | ↗339 | ↘320 | ↘315 | ↘301 |
| 2005 | 2006 | 2007 | 2008 | 2009 | 2010 | 2011 | 2012 | 2013 |
| ↗308 | ↘301 | ↘299 | ↘294 | ↘292 | ↘282 | ↗284 | ↘280 | ↘264 |

Национальный состав
В 1926 году преобладали русские.
Согласно результатам переписи 2002 года, в национальной структуре населения русские составляли 96 %.
Гендерный состав
В 1926 году в деревне проживало из 756 человек 368 мужского пола, 388 — женского.

## Инфраструктура
Речкуновская ООШ — филиал МКОУ Кашкарагаихинская СОШ.
Администрация поселения.

## Транспорт
Проходит автодорога межмуниципального значения Наумово (М-52) — Кашкагариха — Язово — Усть-Чумыш — Речкуново (идентификационный номер 01 ОП МЗ 01Н-4704).